# Gmina Miedźna
Die Gmina Miedźna ist eine Landgemeinde im Powiat Pszczyński der Woiwodschaft Schlesien in Polen. Ihr Sitz ist das gleichnamige Dorf (deutsch Miedzna) mit etwa 1700 Einwohnern.

## Geographie

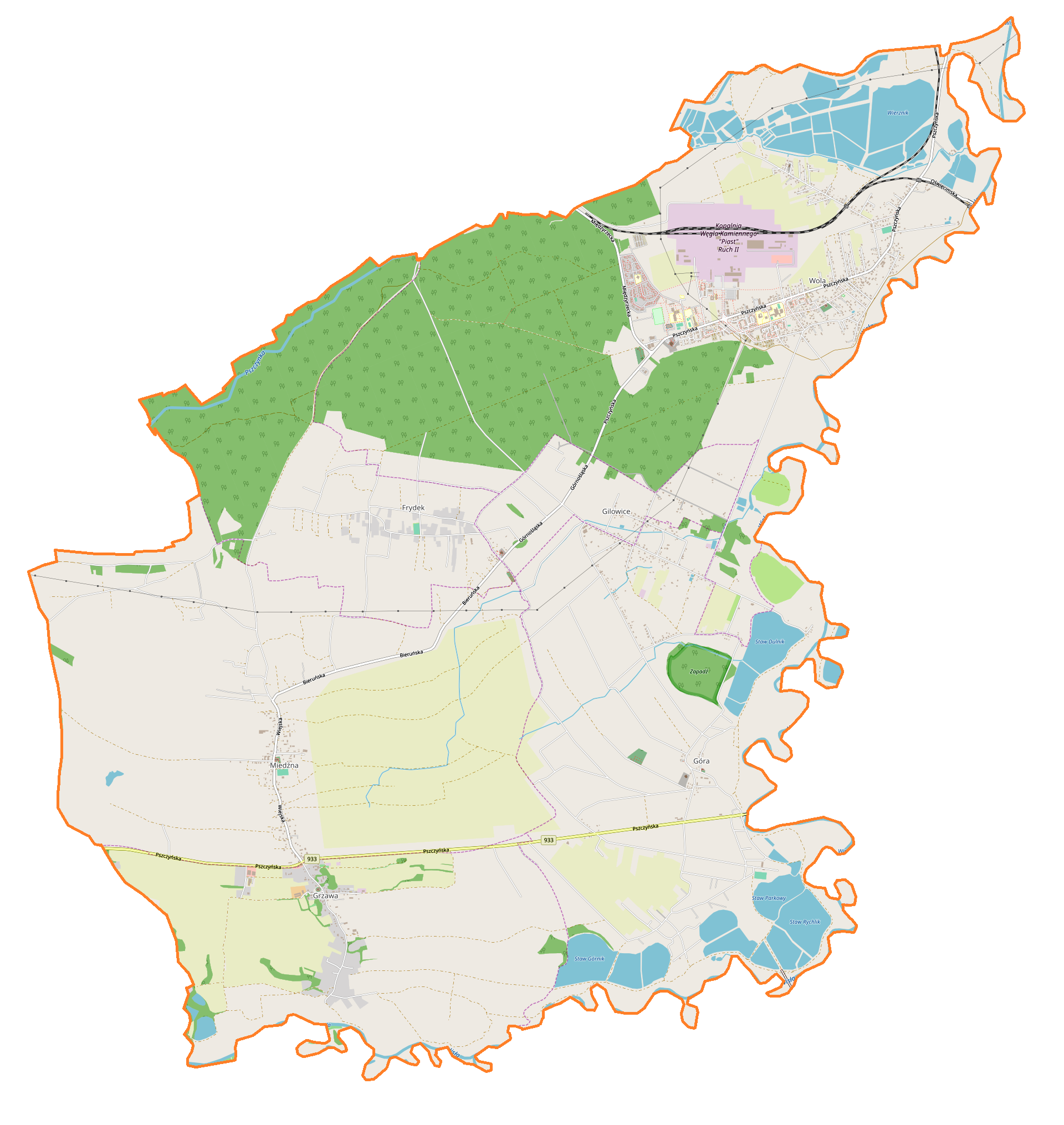
Karte der Gemeinde

Die Gemeinde liegt im Südosten der Woiwodschaft und grenzt im Osten an die Woiwodschaft Kleinpolen. Nachbargemeinden sind dort Oświęcim im Nordosten und Brzeszcze im Südosten, in Schlesien Wilamowice im Süden, Bestwina im Südwesten, Pszczyna im Westen und Bojszowy im Norden. Die Kreisstadt Pszczyna (Pleß) liegt sechs Kilometer westlich und Oświęcim (Auschwitz) drei Kilometer östlich. Nach Katowice (Kattowitz) sind es etwa 40 Kilometer in nördlicher Richtung.
Die Landschaft gehört zum Auschwitzer Becken (Kotlina Oświęcimska). Die Weichsel fließt im Süden, die Pszczynka im Nordwesten entlang der Gemeindegrenze. Auf Gemeindegebiet befindet sich eine Zahl von Teichen.

## Geschichte

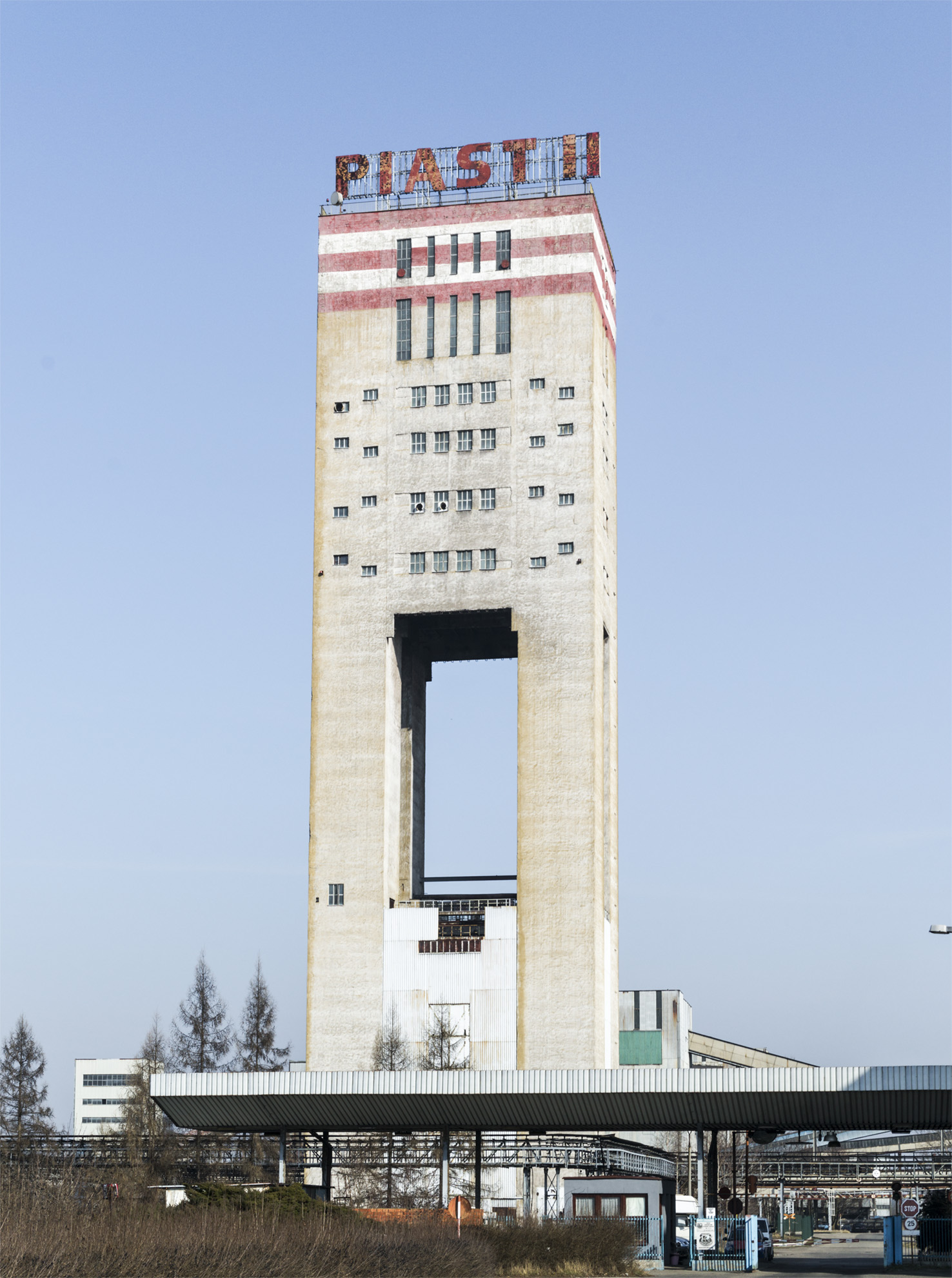
Reste des Förderturms von Piast II (2014)

### Verwaltungsgeschichte
Die Landgemeinde kam 1945 zur ehemaligen Woiwodschaft Schlesien und 1950 zur Woiwodschaft Katowice (1953–1956 Woiwodschaft Stalinogrodzkie). Von 1954 bis 1972 war die Gemeinde in Gromadas aufgelöst. Von 1975 bis 1998 wurde der Powiat aufgelöst und die Woiwodschaft im Zuschnitt verkleinert.
Die 1973 wieder gebildete Landgemeinde wurde von 1977 bis 1982 in die Gmina Brzeszcze eingemeindet. Im Januar 1999 kam sie wieder zum Powiat Pszczyński und zur Woiwodschaft Schlesien.

### Partnerschaften
Seit 2012 sind Hustopeče in Tschechien und Nová Dubnica in der Slowakei Partnergemeinden. Mit Sbarasch in der Ukraine besteht die Partnerschaft seit 2006.

## Gliederung
Die Landgemeinde (gmina wiejska) Miedźna besteht aus sechs Dörfern (Einwohnerzahl am 29. Oktober 2015) mit einem Schulzenamt (solectwo):
- Frydek (Siegfriedsdorf) – 1140
- Gilowice (Gillowitz) – 1370
- Góra (Guhrau) – 2831
- Grzawa – 463
- Miedźna (Miedzna) – 1588
- Wola (Wohlau) – 7815

Ein Weiler der Gemeinde ist Gajówka Wola.

## Wirtschaft und Verkehr
Bei Wola im Norden der Gemeinde wurde bis 2005 im Steinkohlebergwerk Piast II Kohle gefördert. Seitdem findet dort noch Kohleaufbereitung statt. Das Werk hat Bahnanschluss für den Güterverkehr.
Auf Gemeindegebiet besteht keine Bahnstation. – Die Woiwodschaftsstraße DW933 durchzieht den Süden der Gemeinde und verbindet Wodzisław Śląski (Loslau) im Westen mit Chrzanów im Osten. – Der nächste internationale Flughafen ist Katowice.

## Ehrenbürger der Gemeinde
- Dr. Halina Brehmer (1947–2017; seit 2005), Schulleiterin
- Otylia Czerny (1921–2016; seit 2002), förderte das schlesische Theater
- Alojzy Lysko (* 1942; seit 2014), Schriftsteller und Abgeordneter.[4]